# Давид Албелда
Давид Албелда Аликес (шп. David Albelda Aliqués; 1. септембар 1977) бивши је шпански фудбалер који је играо на позицији везног играча. Тренутно ради као тренер Аценете.

## Успеси

### Клупски
- Ла Лига: 2001/02, 2003/04.
- Суперкуп Шпаније: 1999.
- Куп УЕФА: 2003/04.
- УЕФА суперкуп: 2004.

### Репрезентативни
- Олимпијске игре: сребрна медаља 2000.